# アリゲーターブラッド
アリゲーターブラッド（Alligator Blood、2016年9月19日 - ）は、オーストラリアの競走馬。
主な勝ち鞍は2020年のオーストラリアンギニー、2022年のストラドブロークハンデキャップ、チャンピオンズマイル、2022年・2023年のアンダーウッドステークス連覇、2023年のフューチュリティステークス、マイトアンドパワー。

## 概要

### 2歳（2018/2019シーズン）
2018年12月30日サンシャインコースト競馬場の未勝利戦でジェフ・ロイド騎手を背にデビューして初勝利を挙げる。その後、2019年1月26日サンシャインコースト競馬場の条件戦を勝利して連勝した。

### 3歳（2019/2020シーズン）
2019年8月10日ドゥームベン競馬場のハンデ戦で始動して勝利。続いて9月15日のサンシャインコースト競馬場の条件戦を勝利。更に9月29日のコーフィールドギニープレリュード(G3)も勝利して5連勝でグループ競走初制覇を果たした。
10月12日のコーフィールドギニー(G1)では3番人気で出走して、2番手から押し切りを図るもスーパーセスにゴール前で差し切られて2着に敗れた。その後は12月14日のゴールドディションプレート(L)を勝利、続く12月28日のヴォローグプレート(G3)も勝利して連勝を挙げた。
年が明けて2020年1月11日のマジックミリオンズ3歳ギニー(LR)に出走。圧倒的な1番人気に応えて2着に2馬身差を付ける快勝で200万豪ドルを手に入れた。しかしながらレース後に受けた検査で禁止薬物アルトレノゲストに陽性反応を示し、別の検体でも陽性を確認されたため、マジックミリオンズ3歳ギニーの勝利を取り消された。後にクイーンズランド州の最高裁判所が、処分に関して手続きに違反があったと認定し、マジックミリオンズ3歳ギニーの勝利を認めている。
2月15日のCSヘイズステークス(G3)では1番人気に支持され、発馬直後からキャスタリストとの一騎打ちの様相と化した。直線での叩き合いの末にアリゲーターブラッドが0.1馬身差で捩じ伏せて勝利した。
3月1日のオーストラリアンギニー(G1)では1番人気に支持されての出走。内枠を利して中間点から先頭に立つと、直線では後続を寄せ付けずに1.25馬身で快勝。G1初制覇を果たした。
その後は3月14日のジ・オールスターマイルに出走。1番人気で迎えるもリーガルパワーの10着に沈んだ。

### 4歳（2020/2021シーズン）
2020年9月12日のドライオープンクオリティーハンデキャップで始動するも3着。10月10日ランドウィック競馬場の条件戦では2着となる。その後は10月31日のザ・ゴールデンイーグルに4番人気で出走するが、中団から沈んで15着に敗れた。
その後、棘突起接触症と診断され、12月に手術を受けて全治に6ヶ月かかる見通しとなった。更に馬主と調教師が衝突したことにより転厩することになった。

### 5歳（2021/2022シーズン）
2021年8月27日のマーティンコリンズゴールドマーケット（L）で復帰して4着と惜敗。その後も勝ち切れないレースが続いていたが、2022年6月11日のストラドブロークハンデキャップ(G1)に5番人気で出走。中団で流れに乗ると直線で大外から鮮やかに差し切って勝利。約2年3か月ぶりの勝利を二度目のG1制覇で飾った。

### 6歳（2022/2023シーズン）
馬主の破産によりオーストラリアの一部の競走に出走できないことが判明。これによりジャパンカップなど日本や香港に参戦する案が浮上したが、最終的に破産した馬主がアリゲーターブラッドの権利を売却して関係を断ったため、オーストラリアで出走可能となった。
2022年8月27日のメムジーステークス(G1)より始動して7着。9月10日のマカイビーディーヴァステークス(G1)では逃げ切りを図るもアイムサンダーストラックにゴール前で差し切られて0.1馬身差の2着に敗れた。
9月25日のアンダーウッドステークス(G1)では好スタートを決めてハナを奪って先頭に立ち、第4コーナーでザーキに並び掛けられるも、鞍上が残り400mから追い始めると先頭を譲ることなくゴールまで駆け抜けて三度目のG1制覇を挙げた。
その後は10月8日のコーフィールドステークス(G1)では逃げ切りも図るも交わされアナモーから2.25馬身差の2着。10月22日のコックスプレート(G1)ではプロフォンドと共に2・3番手番手を固めるもアナモーに交わされ2.1馬身差の2着に敗れた。
11月5日のチャンピオンズマイル(G1)ではハナを奪いミスターブライトサイドを従えて競馬を進め、最後は伸びるツバルの追撃を退けて逃げ切った。
年が明け2023年2月25日のフューチュリティステークス(G1)では2番手を確保すると仕掛けを我慢し、残り200m付近で先頭に立つと後方から突っ込んできたミスターブライトサイドを1.25馬身差で退けG1競走5勝目を挙げた。
その後は3月18日のジ・オールスターマイルに1番人気で出走するもミスターブライトサイドらに交わされて4着。4月1日のドンカスターハンデキャップ(G1)では15着と惨敗した。

### 7歳（2023/2024シーズン）
9月2日のメムジーステークス(G1)からダミアン・オリヴァーを鞍上に始動し、2番手から競馬を進めるもミスターブライトサイドらに交わされて4着。続く9月16日のマカイビーディーヴァステークス(G1)は逃げるもミスターブライトサイドに抜け出されて2着に敗れた。
連闘で挑んだ9月23日のアンダーウッドステークス(G1)では1番人気に支持されての出走。発馬直後は行き脚が今一つで好位の一角に留まった。しかし外からアレンカーが先頭に向かうのに続いて600m地点で2番手まで押し上げる。その流れのまま迎えた直線ではツバルが追撃するもそれを振り切って1馬身差で快勝。6度目のG1制覇を連覇で飾った。
10月14日のコーフィールドカップ(G1)では2番人気の支持を受けて出走。大逃げ馬から10馬身ほど離れた2番手で中間地点を通過。直線入口の300mのところで先頭に立つと一気に抜け出してヴァウアンドディクレアに2馬身差を付けて完勝。7度目のG1制覇となった。続く10月28日のコックスプレート（G1）では道中3番手追走から直線入口で一旦は先頭に立つも最後はロマンチックウォリアーとミスターブライトサイドとの接戦の末3着に敗れた。11月11日のカンタラステークス（G1）では2番手でレースを進めるも軽快に逃げるプライドオブジェニを捕え切れず、2馬身半差の3着に終わった。
この後、2024年2月のCFオーアステークス（G1）から始動する予定であったが、調教中に故障し引退が濃厚となった。

## 血統表
| アリゲーターブラッドの血統 | アリゲーターブラッドの血統                   | アリゲーターブラッドの血統                   | （血統表の出典）                             | （血統表の出典）  |
| 父系                       | デインヒル系                                 | デインヒル系                                 | デインヒル系                                 |                   |
| 父 All Too Hard 鹿毛 2009  | 父の父Casino Prince 鹿毛 2003                | Flying Spur                                  | *デインヒル                                  | *デインヒル       |
| 父 All Too Hard 鹿毛 2009  | 父の父Casino Prince 鹿毛 2003                | Flying Spur                                  | Rolls                                        |                   |
| 父 All Too Hard 鹿毛 2009  | 父の父Casino Prince 鹿毛 2003                | Lady Capel                                   | *ラストタイクーン                            | *ラストタイクーン |
| 父 All Too Hard 鹿毛 2009  | 父の父Casino Prince 鹿毛 2003                | Lady Capel                                   | Kew Gardens                                  |                   |
| 父 All Too Hard 鹿毛 2009  | 父の母Helsinge 鹿毛 2001                     | Desert Sun                                   | Green Desert                                 | Green Desert      |
| 父 All Too Hard 鹿毛 2009  | 父の母Helsinge 鹿毛 2001                     | Desert Sun                                   | Solar                                        |                   |
| 父 All Too Hard 鹿毛 2009  | 父の母Helsinge 鹿毛 2001                     | Scandinavia                                  | Snippets                                     | Snippets          |
| 父 All Too Hard 鹿毛 2009  | 父の母Helsinge 鹿毛 2001                     | Scandinavia                                  | Song of Norway                               |                   |
| 母 Lake Superior 鹿毛 2006 | 母の父Encosta De Lago 鹿毛 1993              | Fairy King                                   | Northern Dancer                              | Northern Dancer   |
| 母 Lake Superior 鹿毛 2006 | 母の父Encosta De Lago 鹿毛 1993              | Fairy King                                   | Fairy Bridge                                 |                   |
| 母 Lake Superior 鹿毛 2006 | 母の父Encosta De Lago 鹿毛 1993              | Shoal Creek                                  | Shoal Creek                                  | Shoal Creek       |
| 母 Lake Superior 鹿毛 2006 | 母の父Encosta De Lago 鹿毛 1993              | Shoal Creek                                  | Rolls                                        |                   |
| 母 Lake Superior 鹿毛 2006 | 母の母Kylikwong 黒鹿毛 2001                  | Red Ransom                                   | Roberto                                      | Roberto           |
| 母 Lake Superior 鹿毛 2006 | 母の母Kylikwong 黒鹿毛 2001                  | Red Ransom                                   | Arabia                                       |                   |
| 母 Lake Superior 鹿毛 2006 | 母の母Kylikwong 黒鹿毛 2001                  | Tracys Element                               | *ラストタイクーン                            | *ラストタイクーン |
| 母 Lake Superior 鹿毛 2006 | 母の母Kylikwong 黒鹿毛 2001                  | Tracys Element                               | Princess Tracy                               |                   |
| 母系(F-No.)                | Woodbine(FN:8-c)                             | Woodbine(FN:8-c)                             | Woodbine(FN:8-c)                             |                   |
| 5代内の近親交配            | Rolls 4×4、*ラストタイクーン 4×4、Danzig 5x5 | Rolls 4×4、*ラストタイクーン 4×4、Danzig 5x5 | Rolls 4×4、*ラストタイクーン 4×4、Danzig 5x5 |                   |